# Liste der Naturdenkmale in Ochsenhausen
| Naturdenkmale | Anzahl |
| ------------- | ------ |
| FND           | 1      |
| END           | 3      |
| Gesamt        | 4      |

Die Liste der Naturdenkmale in Ochsenhausen nennt die verordneten Naturdenkmale (ND) der im baden-württembergischen Landkreis Biberach liegenden Stadt Ochsenhausen. In Ochsenhausen gibt es insgesamt vier als Naturdenkmal geschützte Objekte, davon ein flächenhaftes Naturdenkmal (FND) und drei Einzelgebilde-Naturdenkmale (END).
Stand: 1. November 2016.

## Flächenhafte Naturdenkmale (FND)
| Name                     | Bild | Kennung     | Einzelheiten | Position | Fläche Hektar | Datum         |
| ------------------------ | ---- | ----------- | ------------ | -------- | ------------- | ------------- |
| Fürstenallee             | BW   | 84260870004 | Ochsenhausen | ⊙        | 0,7           | 16. Sep. 1938 |
| Legende für Naturdenkmal |      |             |              |          |               |               |

## Einzelgebilde (END)
| Name                                  | Bild | Kennung     | Einzelheiten | Position | Fläche Hektar | Datum         |
| ------------------------------------- | ---- | ----------- | ------------ | -------- | ------------- | ------------- |
| Birnbaum am Ziegelweg                 | BW   | 84260870003 | Ochsenhausen | ⊙        | 0,0           | 18. Okt. 2000 |
| Fürstenallee (97 Linden) an der L 265 | BW   | 84260870001 | Ochsenhausen | ⊙        | 0,0           |               |
| 1 Kreuzberglinde                      |      | 84260870002 | Ochsenhausen | ???      | 0,0           |               |
| Legende für Naturdenkmal              |      |             |              |          |               |               |